# Малинин, Алексей Весьмирович
Алексей Весьмирович Малинин (род. 4 июня 1960, Москва) — медиаменеджер, предприниматель, Генеральный директор ВЦИОМ-МЕДИА, с 2012 по 2015 год — советник Генерального директора ОАО «Газпром-Медиа Холдинг», в 2010—2012 годах — заместитель Министра связи и массовых коммуникаций Российской Федерации, с 2008 по 2010 год — Генеральный директор ФГУП «Российская телевизионная и радиовещательная сеть» (РТРС), с 2000 года — заместитель генерального директора — руководитель Производственно-технологического департамента ВГТРК, академик Российской академии телевидения.

## Биография
Алексей Весьмирович Малинин родился 4 июня 1960 года в Москве в семье военного. Как и большинство офицерских сыновей, планировал пойти по стопам отца, но в военное училище не прошёл по здоровью. В юности снимался в культовом фильме 70-х «Розыгрыш» в роли одного из одноклассников. После школы поступил в Театральное художественно-техническое училище (1978—1982) на отделение РТ (радиотехника), после его окончания проработал несколько лет звукооператором в театрах.
Знакомство с профессиональным ТВ состоялось в середине 80-х: 25-летний звукооператор и звукорежиссёр был приглашен консультантом в строящийся в Олимпийской деревне Центр моды «Люкс». Предполагалось, что в «Люксе» будет не только магазин модных товаров, но и театр моды, телестудия. По заказу Останкино в этой студии снимали огромное количество музыкальных видеоклипов, рекламных роликов. Вскоре Алексей возглавил отдел технических средств рекламы. Работа в «Люксе» дала четкое представление о том, какая техника перспективна для ТВ-студий, и опыт сотрудничества с ведущим мировым производителем такого оборудования — Sony. С двумя друзьями Алексей Малинин решил создать технологическую компанию, которая занималась бы системным проектированием и монтажом студий. Так появилась на свет компания «И. С. П. А.» — первый дилер Sony в СССР, а потом и в России. Заказчиками её стали крупнейшие телекомпании — ВГТРК, а с 1994 года и НТВ.
В 2003 году окончил Московский институт радиоэлектроники и автоматики (МИРЭА) по специальности «Проектирование и технология радиоэлектронных средств». Начал работать в медиаотрасли с 1995 года. Работал  заместителем Сагалаева Эдуарда Михайловича в МНВК (ТВ6)
С 1998 по 2000 год являлся заместителем гендиректора телекомпании НТВ Добродеева Олега Борисовича, разрабатывал технические и организационные решения по производству и распространению программ компании.
С 2000 г.  работал во Всероссийской государственной телевизионной и радиовещательной компании (ФГУП «ВГТРК») заместителем генерального директора — руководителем производственно-технологического департамента компании. Участвовал в производстве программ с первыми лицами государства. Под его руководством была разработана концепция телевизионного канала «РТР-Планета» (принадлежит ВГТРК), который начал вещание в 2002 году.
Также в январе 2003 года был избран вице-президентом НАТ. Он стал отвечать за решение проблем развития науки и технологий, а также вопросов подготовки НАТовских мероприятий — ежегодного Международного Конгресса НАТ «Прогресс технологий телерадиовещания» и сопровождающей его выставки «NAT Expo».
С декабря 2003 года представлял интересы ВГТРК в Европейском Вещательном Союзе (EBU) и входил в Правление этой организации. Под его руководством было организовано проведение технической ассамблеи в Москве в 2003 году, 55-й сессии генеральной ассамблеи в Петербурге в 2004 г..
В октябре 2008 года возглавил ФГУП «Российская телевизионная и радиовещательная сеть» (РТРС). В мае 2010 года стал заместителем главы Минкомсвязи. Является одним из авторов концепции цифровизации телерадиовещания .
С 2012 года  по 2015 - советник Генерального директора ОАО «Газпром-Медиа Холдинг».
с 12 марта 2013 года по 2014 - Председатель совета директоров ОАО «НТВ-Плюс»
с 2015 года по настоящее время - Генеральный директор ВЦИОМ-Медиа.
в 2023 году избран Президентом Национальной Ассоциации Телерадиовещателей.

## Награды и звания
- Благодарность Президента Российской Федерации (2002,2008,2010,2018)[2]
- Медаль ордена «За заслуги перед Отечеством» I степени (2004)[3]
- Орден Дружбы (2007)[4]
- Орден Почёта (2020)
- Орден «За заслуги перед Отечеством» IV степени (2025)[5]
- Премия Правительства Российской Федерации в области науки и техники (2004) за разработку и внедрение научных, технических и организационных решений построения государственной телевизионной сети нового поколения.
- Мастер Связи
- Почетный Радист